# Piotr Wysz
Piotr Wysz Radoliński (Radolina, ca. 1354 - 30 september 1414, Poznań) was de 31e bisschop van Krakau en 45e bisschop van Poznań. Hij staat bekend als een reformist binnen de Rooms-Katholieke Kerk.

## Biografie
Piotr Wysz was een telg van de Poolse heraldische clan Leszczyc. Wysz studeerde in Padua, waar hij in 1381 rector van de ultramontane-universiteit was. Wysz behaalde het jaar daarop zijn doctoraat in de rechten. Tussen 1382 en 1384 gaf hij Canoniek recht aan deze universiteit voordat hij naar Polen terugkeerde. In Polen was hij betrokken bij kerkelijke zaken en in koninklijke diplomatie. Hij ging samen met Andrzej Łaskarz op bedevaart naar het Heilige Land.
Wysz werd ondanks politieke oppositie (voornamelijk vanuit het kapittel van de kathedraal) in 1392 tot bisschop gewijd. Hierin genoot hij politieke bescherming van Hedwig van Polen en Wladislaus II Jagiello.
Wysz ontwikkelde een programma met de titel De reformatione ecclesie tam in membris, quam in capite, waarin hij 22 zwakke punten van de kerk (uit zijn eerdere publicatie Speculum aureum) adresseert. Mogelijk was hij betrokken bij de Concilie van Pisa of was hij in ieder geval op de hoogte van de behandelde punten.
De bisschop was als belangrijkste adviseur van Hedwig van Polen en reformist instrumenteel in de ontwikkeling van de theologische faculteit van de Jagiellonische Universiteit.
Piotr Wysz werd in 1412 door een politiek spel van Wojciech I van Jastrzębiec uit zijn ambt gezet en moest de minder belangrijke positie van bisschop van Poznan bekleden. Het is bekend dat Wysz de koning voor deze wandaad vergeven heeft.

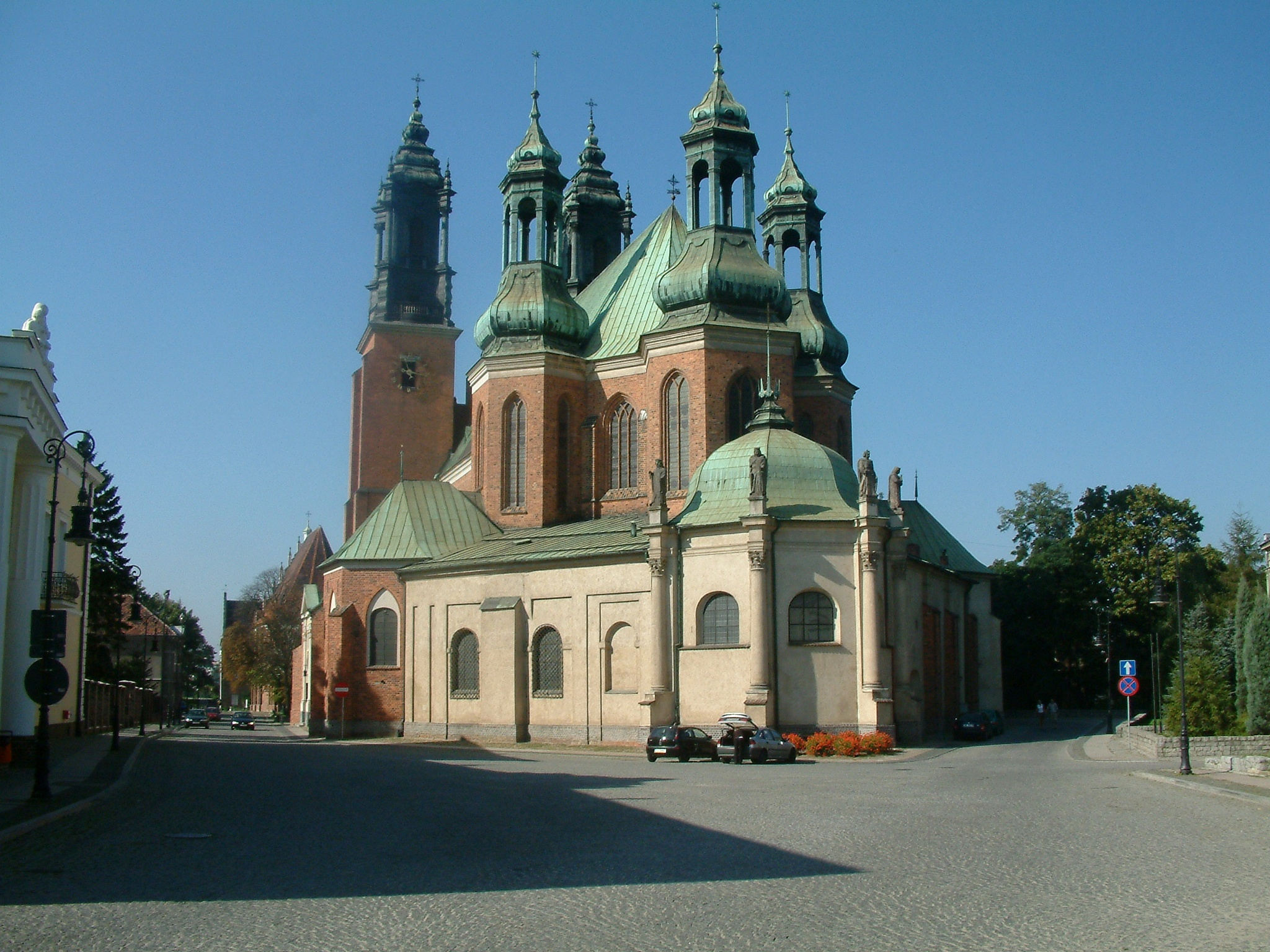
De kathedraal van Poznan, waar Wysz begraven ligt.

## Werk
- De reformatione ecclesie tam in membris, quam in capite
- Speculum aureum[4]